# Герби повітів Естонії
Герби 15 повітів Естонії представлені у цій статті. 

## Герби

Герб Валгамаа повіт
Герб Вільяндімаа повіт
Герб Вирумаа повіт
Герб Гар'юмаа повіт
Герб Гіюмаа повіт
Герб Іда-Вірумаа повіт
Герб Йиґевамаа повіт
Герб Ляене-Вірумаа повіт
Герб Ляенемаа повіт
Герб Пилвамаа повіт
Герб Пярнумаа повіт
Герб Рапламаа повіт
Сааремаа повіт
Герб Тартумаа повіт
Герб Ярвамаа повіт